# 深化党和国家机构改革 (2018年)
深化党和国家机构改革是2018年中国共产党第十九届中央委员会开始推行的中国共产党和中华人民共和国国家机构的大规模改革。本次改革最大重点在“完善坚持党的全面领导的制度”，组建国家监察委员会，并将部分国务院机构虚级化，由中共的党内机构承担实际职责。此外亦大幅调整国务院组织结构及职能，合并省级以下国税地税机构，整合行政执法队伍，并精简武警。中共中央要求，中央和国家机关机构改革要在2018年底前落实到位，地方机构改革任务应在2019年3月底前基本完成。有学者认为本次机构改革被视为是习近平主导下的中国政治结束党政分开，回归改革开放前“党政合一”的体制。作为最高国家行政机关的国务院权力被削弱，进一步加强中国共产党对政府的领导。

## 简介
2018年2月26日至28日，中共十九届三中全会在北京举行。全会审议通过了《中共中央关于深化党和国家机构改革的决定》和《深化党和国家机构改革方案》。全会强调，“面对新时代新任务提出的新要求，党和国家机构设置和职能配置同统筹推进‘五位一体’总体布局、协调推进‘四个全面’战略布局的要求还不完全适应，同实现国家治理体系和治理能力现代化的要求还不完全适应。”全会提出，“深化党和国家机构改革是推进国家治理体系和治理能力现代化的一场深刻变革”，目标是“全面提高国家治理能力和治理水平”，关键是“确保党的领导全覆盖，确保党的领导更加坚强有力”，并提出“要理顺中央和地方职责关系，更好发挥中央和地方两个积极性”。此次机构改革是“党和国家机构改革”，这比以往仅限于国务院系统、政府系统的机构改革，其广度、深度及影响大得多。
《中共中央关于深化党和国家机构改革的决定》提出，“深化党和国家机构改革是推进国家治理体系和治理能力现代化的一场深刻变革”，“必须全面贯彻党的十九大精神，坚持以马克思列宁主义、毛泽东思想、邓小平理论、“三个代表”重要思想、科学发展观、习近平新时代中国特色社会主义思想为指导”，“适应新时代中国特色社会主义发展要求，坚持稳中求进工作总基调，坚持正确改革方向，坚持以人民为中心，坚持全面依法治国，以加强党的全面领导为统领，以国家治理体系和治理能力现代化为导向，以推进党和国家机构职能优化协同高效为着力点”。
深化党和国家机构改革的目标是“构建系统完备、科学规范、运行高效的党和国家机构职能体系，形成总揽全局、协调各方的党的领导体系，职责明确、依法行政的政府治理体系，中国特色、世界一流的武装力量体系，联系广泛、服务群众的群团工作体系，推动人大、政府、政协、监察机关、审判机关、检察机关、人民团体、企事业单位、社会组织等在党的统一领导下协调行动、增强合力，全面提高国家治理能力和治理水平。”既要立足于实现第一个百年奋斗目标，又要着眼于实现第二个百年奋斗目标。
深化党和国家机构改革的原则是：坚持党的全面领导，坚持以人民为中心，坚持优化协同高效，坚持全面依法治国。
深化党和国家机构改革分为五个方面：完善坚持党的全面领导的制度，优化政府机构设置和职能配置，统筹党政军群机构改革，合理设置地方机构，推进机构编制法定化。
2018年3月，中共中央印发《深化党和国家机构改革方案》，要求“中央和国家机关机构改革要在2018年年底前落实到位。省级党政机构改革方案要在2018年9月底前报党中央审批，在2018年年底前机构调整基本到位。省以下党政机构改革，由省级党委统一领导，在2018年年底前报党中央备案。所有地方机构改革任务在2019年3月底前基本完成。”

## 决定内容

### 完善坚持党的全面领导的制度
“加强党对各领域各方面工作领导，是深化党和国家机构改革的首要任务。”完善坚持党的全面领导的制度，要求：
1. 建立健全党对重大工作的领导体制机制。
2. 强化党的组织在同级组织中的领导地位。
3. 更好发挥党的职能部门作用。
4. 统筹设置党政机构。
5. 推进党的纪律检查体制和国家监察体制改革[5]。

### 优化政府机构设置和职能配置
“转变政府职能，是深化党和国家机构改革的重要任务。”优化政府机构设置和职能配置，要求：
1. 合理配置宏观管理部门职能。
2. 深入推进简政放权。
3. 完善市场监管和执法体制。
4. 改革自然资源和生态环境管理体制。
5. 完善公共服务管理体制。
6. 强化事中事后监管。
7. 提高行政效率[5]。

### 统筹党政军群机构改革
“统筹党政军群机构改革，是加强党的集中统一领导、实现机构职能优化协同高效的必然要求。”统筹党政军群机构改革，要求：
1. 完善党政机构布局。
2. 深化人大、政协和司法机构改革。
3. 深化群团组织改革。
4. 推进社会组织改革。
5. 加快推进事业单位改革。
6. 深化跨军地改革[5]。

### 合理设置地方机构
“统筹优化地方机构设置和职能配置，构建从中央到地方运行顺畅、充满活力、令行禁止的工作体系。”合理设置地方机构，要求：
1. 确保集中统一领导。
2. 赋予省级及以下机构更多自主权。
3. 构建简约高效的基层管理体制。
4. 规范垂直管理体制和地方分级管理体制[5]。

### 推进机构编制法定化
“机构编制法定化是深化党和国家机构改革的重要保障。”推进机构编制法定化，要求：
1. 完善党和国家机构法规制度。
2. 强化机构编制管理刚性约束。
3. 加大机构编制违纪违法行为查处力度[5]。

## 具体措施

### 深化中共中央机构改革
1. 组建国家监察委员会，实现对所有行使公权力的公职人员监察全覆盖。将监察部、国家预防腐败局的职责，最高人民检察院查处贪污贿赂、失职渎职以及预防职务犯罪等反腐败相关职责整合，同中央纪律检查委员会合署办公，履行纪检、监察两项职责，实行一套工作机构、两个机关名称。国家监察委员会由全国人民代表大会产生，接受全国人民代表大会及其常务委员会的监督。不再保留监察部、国家预防腐败局。
2. 组建中央全面依法治国委员会，作为党中央决策议事协调机构。中央全面依法治国委员会办公室设在司法部。
3. 组建中央审计委员会，作为党中央决策议事协调机构。中央审计委员会办公室设在审计署。
4. 中央全面深化改革领导小组、中央网络安全和信息化领导小组、中央财经领导小组、中央外事工作领导小组分别改为中央全面深化改革委员会、中央网络安全和信息化委员会、中央财经委员会、中央外事工作委员会。四个委员会的办事机构分别为中央全面深化改革委员会办公室、中央网络安全和信息化委员会办公室、中央财经委员会办公室、中央外事工作委员会办公室。
5. 组建中央教育工作领导小组，作为党中央决策议事协调机构。中央教育工作领导小组秘书组设在教育部。
6. 组建中共中央和国家机关工作委员会，作为党中央派出机构。不再保留中共中央直属机关工作委员会、中共中央国家机关工作委员会。
7. 组建新的中共中央党校（国家行政学院），实行一个机构两块牌子，作为党中央直属事业单位。
8. 组建中央党史和文献研究院，作为党中央直属事业单位，对外保留中央编译局牌子，不再保留中共中央党史研究室、中共中央文献研究室、中共中央编译局。
9. 中共中央组织部统一管理中央机构编制委员会办公室。调整优化中央机构编制委员会领导体制，作为党中央决策议事协调机构，统筹负责党和国家机构职能编制工作。中央机构编制委员会办公室作为中央机构编制委员会的办事机构，承担中央机构编制委员会日常工作，归口中央组织部管理。
10. 中共中央组织部统一管理公务员工作，将国家公务员局并入中央组织部，中央组织部对外保留国家公务员局牌子。不再保留单设的国家公务员局。
11. 中共中央宣传部统一管理新闻出版工作，将国家新闻出版广电总局的新闻出版管理职责划入中央宣传部，中央宣传部对外加挂国家新闻出版署（国家版权局）牌子。
12. 中共中央宣传部统一管理电影工作，将国家新闻出版广电总局的电影管理职责划入中央宣传部，中央宣传部对外加挂国家电影局牌子。
13. 中共中央统战部统一领导国家民族事务委员会，国家民族事务委员会仍作为国务院组成部门。
14. 中共中央统战部统一管理宗教工作，将国家宗教事务局并入中央统战部，中央统战部对外保留国家宗教事务局牌子。不再保留单设的国家宗教事务局。
15. 中共中央统战部统一管理侨务工作，将国务院侨务办公室并入中央统战部，中央统战部对外保留国务院侨务办公室牌子。不再保留单设的国务院侨务办公室。
16. 优化中央网络安全和信息化委员会办公室职责，将国家计算机网络与信息安全管理中心由工业和信息化部管理调整为由中央网络安全和信息化委员会办公室管理。
17. 不再设立中央维护海洋权益工作领导小组，有关职责交由中央外事工作委员会及其办公室承担，在中央外事工作委员会办公室内设维护海洋权益工作办公室。
18. 不再设立中央社会治安综合治理委员会及其办公室，有关职责交由中共中央政法委员会承担。
19. 不再设立中央维护稳定工作领导小组及其办公室，有关职责交由中共中央政法委员会承担。
20. 将中央防范和处理邪教问题领导小组及其办公室职责划归中共中央政法委员会、公安部。

### 深化全国人大机构改革
1. 组建全国人民代表大会社会建设委员会。
2. 全国人民代表大会内务司法委员会更名为全国人民代表大会监察和司法委员会。
3. 全国人民代表大会法律委员会更名为全国人民代表大会宪法和法律委员会。

### 深化国务院机构改革
1. 组建自然资源部。将国土资源部的职责、国家发展和改革委员会的组织编制主体功能区规划职责、住房和城乡建设部的城乡规划管理职责、水利部的水资源调查和确权登记管理职责、农业部的草原资源调查和确权登记管理职责、国家林业局的森林、湿地等资源调查和确权登记管理职责、国家海洋局的职责、国家测绘地理信息局的职责整合，组建自然资源部，作为国务院组成部门，对外保留国家海洋局牌子。不再保留国土资源部、国家海洋局、国家测绘地理信息局。
2. 组建生态环境部。将环境保护部的职责、国家发展和改革委员会的应对气候变化和减排职责、国土资源部的监督防止地下水污染职责、水利部的编制水功能区划、排污口设置管理、流域水环境保护职责、农业部的监督指导农业面源污染治理职责、国家海洋局的海洋环境保护职责、国务院南水北调工程建设委员会办公室的南水北调工程项目区环境保护职责整合，组建生态环境部，作为国务院组成部门，对外保留国家核安全局牌子。不再保留环境保护部。
3. 组建农业农村部。将农业部的职责、以及国家发展和改革委员会、财政部、国土资源部、水利部的有关农业投资项目管理职责整合，组建农业农村部，作为国务院组成部门。将农业部的渔船检验和监督管理职责划入交通运输部。不再保留农业部。
4. 组建文化和旅游部。将文化部、国家旅游局的职责整合，组建文化和旅游部，作为国务院组成部门。不再保留文化部、国家旅游局。
5. 组建国家卫生健康委员会。将国家卫生和计划生育委员会、国务院深化医药卫生体制改革领导小组办公室、全国老龄工作委员会办公室的职责、工业和信息化部的牵头《烟草控制框架公约》履约工作职责、国家安全生产监督管理总局的职业安全健康监督管理职责整合，组建国家卫生健康委员会，作为国务院组成部门。保留全国老龄工作委员会，日常工作由国家卫生健康委员会承担。民政部代管的中国老龄协会改由国家卫生健康委员会代管。国家中医药管理局由国家卫生健康委员会管理。不再保留国家卫生和计划生育委员会，不再设立国务院深化医药卫生体制改革领导小组办公室。
6. 组建退役军人事务部。将民政部的退役军人优抚安置职责、人力资源和社会保障部的军官转业安置职责、以及中央军委政治工作部、中央军委后勤保障部有关职责整合，组建退役军人事务部，作为国务院组成部门。
7. 组建应急管理部。将国家安全生产监督管理总局的职责、国务院办公厅的应急管理职责、公安部的消防管理职责、民政部的救灾职责、国土资源部的地质灾害防治、水利部的水旱灾害防治、农业部的草原防火、国家林业局的森林防火相关职责、中国地震局的震灾应急救援职责以及国家防汛抗旱总指挥部、国家减灾委员会、国务院抗震救灾指挥部、国家森林防火指挥部的职责整合，组建应急管理部，作为国务院组成部门。中国地震局、国家煤矿安全监察局划由应急管理部管理。不再保留国家安全生产监督管理总局。
8. 重新组建科学技术部。将科学技术部、国家外国专家局的职责整合，重新组建科学技术部，作为国务院组成部门。
9. 重新组建司法部。将司法部和国务院法制办公室的职责整合，重新组建司法部，作为国务院组成部门。不再保留国务院法制办公室。
10. 优化水利部职责。将国务院三峡工程建设委员会及其办公室、国务院南水北调工程建设委员会及其办公室并入水利部。不再保留国务院三峡工程建设委员会及其办公室、国务院南水北调工程建设委员会及其办公室。
11. 优化审计署职责。将国家发展和改革委员会的重大项目稽察、财政部的中央预算执行情况和其他财政收支情况的监督检查、国务院国有资产监督管理委员会的国有企业领导干部经济责任审计和国有重点大型企业监事会的职责划入审计署。不再设立国有重点大型企业监事会。
12. 不再保留监察部、国家预防腐败局，监察部、国家预防腐败局并入国家监察委员会。
13. 组建国家市场监督管理总局。将国家工商行政管理总局的职责、国家质量监督检验检疫总局的职责、国家食品药品监督管理总局的职责、国家发展和改革委员会的价格监督检查与反垄断执法职责、商务部的经营者集中反垄断执法以及国务院反垄断委员会办公室等职责整合，组建国家市场监督管理总局，作为国务院直属机构。组建国家药品监督管理局，由国家市场监督管理总局管理。将国家质量监督检验检疫总局的出入境检验检疫管理职责和队伍划入海关总署。保留国务院食品安全委员会、国务院反垄断委员会。国家认证认可监督管理委员会、国家标准化管理委员会职责划入国家市场监督管理总局，对外保留牌子。不再保留国家工商行政管理总局、国家质量监督检验检疫总局、国家食品药品监督管理总局。
14. 组建国家广播电视总局。在国家新闻出版广电总局广播电视管理职责的基础上组建国家广播电视总局，作为国务院直属机构。不再保留国家新闻出版广电总局。
15. 组建中央广播电视总台。撤销中央电视台（中国国际电视台）、中央人民广播电台、中国国际广播电台建制。对内保留原呼号，对外统一呼号为“中国之声”。中央广播电视总台作为国务院直属事业单位，归口中央宣传部领导。
16. 组建中国银行保险监督管理委员会。将中国银行业监督管理委员会和中国保险监督管理委员会的职责整合，组建中国银行保险监督管理委员会，作为国务院直属事业单位。将中国银行业监督管理委员会和中国保险监督管理委员会拟订银行业、保险业重要法律法规草案和审慎监管基本制度的职责划入中国人民银行。不再保留中国银行业监督管理委员会、中国保险监督管理委员会。
17. 组建国家国际发展合作署。将商务部对外援助工作有关职责、外交部对外援助协调等职责整合，组建国家国际发展合作署，作为国务院直属机构。
18. 组建国家医疗保障局。将人力资源和社会保障部的城镇职工和城镇居民基本医疗保险、生育保险职责、国家卫生和计划生育委员会的新型农村合作医疗职责、国家发展和改革委员会的药品和医疗服务价格管理职责、民政部的医疗救助职责整合，组建国家医疗保障局，作为国务院直属机构。
19. 组建国家粮食和物资储备局。将国家粮食局的职责，国家发展和改革委员会的组织实施国家战略物资收储、轮换和管理，管理国家粮食、棉花和食糖储备等职责，以及民政部、商务部、国家能源局等部门的组织实施战略和应急储备物资收储、轮换和日常管理职责整合，组建国家粮食和物资储备局，由国家发展和改革委员会管理。不再保留国家粮食局。
20. 组建国家移民管理局。将公安部的出入境管理、边防检查职责整合，建立健全签证管理协调机制，组建国家移民管理局，由公安部管理。
21. 组建国家林业和草原局。将国家林业局的职责、农业部的草原监督管理职责、以及国土资源部、住房和城乡建设部、水利部、农业部、国家海洋局等部门的自然保护区、风景名胜区、自然遗产、地质公园等管理职责整合，组建国家林业和草原局，由自然资源部管理。不再保留国家林业局。
22. 重新组建国家知识产权局。将国家知识产权局的职责、国家工商行政管理总局的商标管理职责、国家质量监督检验检疫总局的原产地地理标志管理职责整合，重新组建国家知识产权局，由国家市场监督管理总局管理。
23. 调整全国社会保障基金理事会隶属关系。将全国社会保障基金理事会由国务院管理调整为由财政部管理，承担基金安全和保值增值的主体责任，作为基金投资运营机构，不再明确行政级别。
24. 改革国税地税征管体制。将省级和省级以下国税地税机构合并。国税地税机构合并后，实行以国家税务总局为主与省（区、市）人民政府双重领导管理体制。

### 深化全国政协机构改革
1. 组建中国人民政治协商会议全国委员会农业和农村委员会。
2. 中国人民政治协商会议全国委员会文史和学习委员会更名为中国人民政治协商会议全国委员会文化文史和学习委员会。
3. 中国人民政治协商会议全国委员会教科文卫体委员会更名为中国人民政治协商会议全国委员会教科卫体委员会。

### 深化行政执法体制改革
1. 整合组建市场监管综合执法队伍。整合工商、质检、食品、药品、物价、商标、专利等执法职责和队伍，由国家市场监督管理总局指导。药品经营销售等行为的执法，由市县市场监管综合执法队伍统一承担。
2. 整合组建生态环境保护综合执法队伍。整合环境保护和国土、农业、水利、海洋等部门相关污染防治和生态保护执法职责和队伍，统一实行生态环境保护执法，由生态环境部指导。
3. 整合组建文化市场综合执法队伍。将旅游市场执法职责和队伍整合划入文化市场综合执法队伍，统一行使文化、文物、出版、广播电视、电影、旅游市场行政执法职责。由文化和旅游部指导。
4. 整合组建交通运输综合执法队伍。整合交通运输系统内路政、运政等涉及交通运输的执法职责、队伍，实行统一执法。由交通运输部指导。
5. 整合组建农业综合执法队伍。将农业系统内兽医兽药、生猪屠宰、种子、化肥、农药、农机、农产品质量等执法队伍整合，实行统一执法。由农业农村部指导。

### 深化跨军地改革
1. 公安边防部队不再列武警部队序列，全部退出现役，成建制划归公安机关，并结合新组建国家移民管理局进行适当调整整合。现役编制全部转为人民警察编制。
2. 公安消防部队不再列武警部队序列，全部退出现役，现役编制全部转为行政编制，成建制划归应急管理部。
3. 公安警卫部队不再列武警部队序列，全部退出现役，警卫局（处）由同级公安机关管理的体制不变，现役编制全部转为人民警察编制。
4. 国家海洋局（中国海警局）领导管理的海警队伍转隶武警部队。
5. 武警部队不再领导管理武警黄金、森林、水电部队。按照先移交、后整编的方式，将武警黄金、森林、水电部队整体移交国家有关职能部门，官兵集体转业改编为非现役专业队伍。武警黄金部队并入自然资源部，现役编制转为财政补助事业编制。原有的部分企业职能划转中国黄金总公司。武警森林部队现役编制转为行政编制，并入应急管理部。武警水电部队转为非现役专业队伍后可继续使用中国安能建设总公司名称，由国务院国有资产监督管理委员会管理。
6. 武警部队不再承担海关执勤任务。参与海关执勤的兵力一次性整体撤收，归建武警部队。海关系统结合检验检疫系统整合，加大内部挖潜力度，同时通过核定军转编制接收一部分转业官兵，并通过实行购买服务、聘用安保人员等方式加以解决。

### 深化群团组织改革
- 认真落实党中央关于群团改革的决策部署，健全党委统一领导群团工作的制度，紧紧围绕保持和增强政治性、先进性、群众性这条主线，强化问题意识，以更大力度、更实举措推进改革，着力解决“机关化、行政化、贵族化、娱乐化”等问题，把群团组织建设得更加充满活力、更加坚强有力。
- 牢牢把握改革正确方向，始终坚持党对群团组织的领导，坚决贯彻党的意志和主张，自觉服从服务党和国家工作大局，找准工作结合点和着力点，落实以人民为中心的工作导向，增强群团组织的吸引力影响力。

### 深化地方机构改革
- 全面贯彻落实党中央关于深化党和国家机构改革的决策部署，坚持加强党的全面领导，坚持省市县统筹、党政群统筹，根据各层级党委和政府的主要职责，合理调整和设置机构，理顺权责关系，改革方案按程序报批后组织实施。
- 着力完善维护党中央权威和集中统一领导的体制机制，省市县各级涉及党中央集中统一领导和国家法制统一、政令统一、市场统一的机构职能要基本对应。赋予省级及以下机构更多自主权，突出不同层级职责特点，允许地方根据本地区经济社会发展实际，在规定限额内因地制宜设置机构和配置职能。统筹设置党政群机构，在省市县对职能相近的党政机关探索合并设立或合署办公，市县要加大党政机关合并设立或合署办公力度。借鉴经济发达镇行政管理体制改革试点经验，适应街道、乡镇工作特点和便民服务需要，构建简约高效的基层管理体制。
- 加强各级党政机构限额管理，地方各级党委机构限额与同级政府机构限额统一计算。承担行政职能的事业单位，统一纳入地方党政机构限额管理。省级党政机构数额，由党中央批准和管理。市县两级党政机构数额，由省级党委实施严格管理。
- 强化机构编制管理刚性约束，坚持总量控制，严禁超编进人、超限额设置机构、超职数配备领导干部。结合全面深化党和国家机构改革，对编制进行整合规范，加大部门间、地区间编制统筹调配力度。[6]